# Grigoris Makos
Grigoris Makos (Grieks: Γρηγόρης Μάκος) (Athene, 18 januari 1987) is een Grieks voormalig voetballer die bij voorkeur als middenvelder speelde. Hij kwam onder meer uit voor Panionios, AEK Athene, TSV 1860 München, Anorthosis Famagusta en Panetolikos. Met AEK won hij in 2011 de Griekse voetbalbeker.

## Interlandcarrière
Makos debuteerde op 5 februari 2008 in het Grieks voetbalelftal als invaller in een vriendschappelijke thuiswedstrijd tegen Tsjechië (1-0). Hij maakte deel uit van de selectie voor Euro 2012, waarop hij één keer in de basis stond en één keer mocht invallen.